# Julien Cousineau
Julien Cousineau (* 17. Januar 1981 in Saint-Jérôme, Québec) ist ein ehemaliger kanadischer Skirennläufer. Er war auf die Disziplinen Slalom und Riesenslalom spezialisiert.

## Biografie
Cousineau gewann 1996 den Slalom und den Riesenslalom des Whistler Cups und nahm im November desselben Jahres erstmals an FIS-Rennen teil. Ab Februar 1997 folgten Einsätze im Nor-Am Cup, der nordamerikanischen Kontinentalmeisterschaft. Den ersten Sieg in einem FIS-Rennen erzielte er im Dezember 1998. Bei den Juniorenweltmeisterschaften 2001 in Verbier verfehlte er als Vierter des Super-G knapp die Bronzemedaille. Ab 2001 konnte sich Cousineau im Nor-Am Cup in den vorderen Rängen etablieren. In der Saison 2002/03 wurde er Vierter der Gesamtwertung. Dieses Ergebnis wiederholte er 2003/04; außerdem entschied er die Riesenslalomwertung für sich.
Seine Premiere im Weltcup hatte Cousineau am 27. Oktober 2002 beim Riesenslalom in Sölden. Die ersten Weltcuppunkte holte er am 14. Januar 2003 als Zwölfter des Riesenslalom-Klassikers auf dem Chuenisbärgli in Adelboden. Fünf Tage später wurde er beim Lauberhorn-Slalom in Wengen Zehnter. Ohne Ergebnis blieb er bei den Weltmeisterschaften 2003 in St. Moritz, wo er im Slalom und im Riesenslalom ausschied. Einen weiteren zehnten Platz im Weltcup erzielte er am 18. Januar 2004 wiederum beim Slalom in Wengen. Seine Leistungen waren aber unkonstant, in den meisten Rennen schied er bereits im ersten Durchgang aus. Fast die gesamte Saison 2004/05 musste Cousineau wegen eines Kreuzbandrisses im rechten Knie pausieren. Er verlor den Anschluss an die Weltspitze, auch die Saison 2006/07 musste er wegen Verletzungen vorzeitig abbrechen. Hingegen dominierte er während der Saison 2007/08 den Nor-Am Cup: Er wurde Gesamtsieger, Erster der Riesenslalomwertung und Zweiter der Slalomwertung.
Genau fünf Jahre nach seinem bis dahin letzten Top-10-Ergebnis im Weltcup fuhr Julien Cousineau am 18. Januar 2009 im Slalom von Wengen mit Platz neun das nächste Mal unter die besten zehn. Bei seiner zweiten Weltmeisterschaftsteilnahme 2009 in Val-d’Isère fiel er allerdings im Slalom aus. In der Weltcupsaison 2009/10 konzentrierte sich der Kanadier ausschließlich auf den Slalom und nahm an keinen Riesenslaloms und Super-Kombinationen mehr teil. Erstmals blieb er weitgehend von Ausfällen verschont und fand wieder den Anschluss an die Weltspitze. Er fuhr sechsmal unter die besten 20, davon zweimal unter die schnellsten zehn, und verbesserte sich im Slalomweltcup auf Platz 14.
Das bis dahin beste Weltcupergebnis seiner Karriere erzielte Cousineau am 26. Januar 2010 beim Nachtslalom auf der Planai in Schladming, wo er Fünfter wurde. Bei den Olympischen Winterspielen 2010 in Vancouver erzielte er als bester der kanadischen Slalommannschaft den achten Platz. Auch die Saison 2010/11 begann er als Achter des Slaloms von Levi mit einem Top-10-Ergebnis. Einen Monat später egalisierte er sein bisheriges Bestergebnis mit dem fünften Platz in Val-d’Isère. Ebenfalls Fünfter wurde er im Slalom der Weltmeisterschaften 2011 in Garmisch-Partenkirchen. Die Saison 2011/12 war für Cousineau Anfang Januar zu Ende. Beim Slalom in Adelboden erlitt er einen Riss des vorderen Kreuzbandes im linken Knie.
Danach konnte sich Cousineau nicht mehr an der Weltspitze halten und beendete seine Karriere nach der Saison 2014/15.

## Erfolge

### Olympische Spiele
- Vancouver 2010: 8. Slalom

### Weltmeisterschaften
- Garmisch-Partenkirchen 2011: 5. Slalom

### Weltcup
- 7 Platzierungen unter den besten zehn

### Weltcupwertungen
| 2002/03 | 90.                                 | 48                                  | 43.                                 | 22                                  | 40.                                 | 26                                  | –                                   | –                                   |                                     |                                     |                                     |                                     |                                     |                                     |
| 2003/04 | 87.                                 | 47                                  | -                                   | -                                   | 36.                                 | 47                                  | –                                   | –                                   |                                     |                                     |                                     |                                     |                                     |                                     |
| 2004/05 | verletzungsbedingt keine Ergebnisse | verletzungsbedingt keine Ergebnisse | verletzungsbedingt keine Ergebnisse | verletzungsbedingt keine Ergebnisse | verletzungsbedingt keine Ergebnisse | verletzungsbedingt keine Ergebnisse | verletzungsbedingt keine Ergebnisse | verletzungsbedingt keine Ergebnisse | verletzungsbedingt keine Ergebnisse | verletzungsbedingt keine Ergebnisse | verletzungsbedingt keine Ergebnisse | verletzungsbedingt keine Ergebnisse | verletzungsbedingt keine Ergebnisse | verletzungsbedingt keine Ergebnisse |
| 2005/06 | 130.                                | 9                                   | 48.                                 | 9                                   | -                                   | -                                   | -                                   | -                                   |                                     |                                     |                                     |                                     |                                     |                                     |
| 2008/09 | 88.                                 | 50                                  | -                                   | -                                   | 33.                                 | 37                                  | 34.                                 | 13                                  |                                     |                                     |                                     |                                     |                                     |                                     |
| 2009/10 | 51.                                 | 161                                 | -                                   | -                                   | 14.                                 | 161                                 | –                                   | –                                   |                                     |                                     |                                     |                                     |                                     |                                     |
| 2010/11 | 63.                                 | 123                                 | -                                   | -                                   | 22.                                 | 123                                 | –                                   | –                                   |                                     |                                     |                                     |                                     |                                     |                                     |
| 2011/12 | 107.                                | 30                                  | -                                   | -                                   | 37.                                 | 30                                  | –                                   | –                                   |                                     |                                     |                                     |                                     |                                     |                                     |
| 2013/14 | 118.                                | 13                                  | -                                   | -                                   | 43.                                 | 13                                  | –                                   | –                                   |                                     |                                     |                                     |                                     |                                     |                                     |
| 2014/15 | 124.                                | 15                                  | -                                   | -                                   | 43.                                 | 15                                  | –                                   | –                                   |                                     |                                     |                                     |                                     |                                     |                                     |

### Nor-Am Cup
- Saison 2001/02: 7. Gesamtwertung, 3. Riesenslalomwertung
- Saison 2002/03: 4. Gesamtwertung, 2. Slalomwertung, 3. Riesenslalomwertung
- Saison 2003/04: 4. Gesamtwertung, 1. Riesenslalomwertung, 5. Slalomwertung
- Saison 2007/08: 1. Gesamtwertung, 1. Riesenslalomwertung, 2. Slalomwertung
- 21 Podestplätze, davon 7 Siege

### Junioren-Weltmeisterschaften
- Québec 2000: 13. Slalom, 29. Super-G, 29. Riesenslalom, 40. Abfahrt
- Verbier 2001: 4. Super-G

### Weitere Erfolge
- 1 kanadischer Meistertitel (Slalom 2011)
- 8 Siege in FIS-Rennen